# Semantisches Merkmal
Semantische Merkmale sind die kleinsten Einheiten (Bestandteile) der Bedeutung eines Lexems/eines Wortes oder Morphems. Dem liegt die Idee zugrunde, dass man die Bedeutung eines Wortes in Bedeutungsbestandteile zerlegen kann, die auch bei der Beschreibung der Bedeutung anderer Wörter verwendet werden können. So haben die Wörter „Königin“ und „Löwin“ das semantische Merkmal [weiblich] gemeinsam.
Der Ausdruck semantisches Merkmal ist ein Fachausdruck der Linguistik, genauer ihrer Teildisziplin der Semantik und wurde zunächst in der strukturellen Semantik entwickelt.
Als Seme werden semantische Merkmale durch eine Komponentenanalyse gewonnen.
Es können auch paradigmenübergreifende generelle Merkmale (Klasseme) durch Abstraktion gewonnen werden.
Synonyme sind „Inhaltskomponente“, „semantische Komponente“, „semantische Konstituente“; „Inhaltsfigur“ (Hjelmslev) bzw. „figurae“ (Hjelmslev), „Noem“ und „Begriffsmerkmal“. Im Englischen spricht man von semantic marker; marker oder semantic feature; im Französischen von trait sémantique oder trait sémantiquement pertinent.

## Begründung des Begriffs
Der Ausdruck semantisches Merkmal wurde analog zu dem Ausdruck des phonetischen Merkmals der strukturalistischen Phonologie gewonnen. „In der Phonologie hat das Merkmal seinen Ursprung im Begriff der privativen (ausschließenden) Opposition, …“. Der phonologisch-strukturalistische Ursprung führt dazu, dass semantische Merkmale als binär aufgefasst werden, was kritisiert wird.

## Verwendung semantischer Merkmale
Semantische Merkmale dienen der semantischen Strukturanalyse:
1. eines einzelnen Lexems, wobei seine Bedeutung als eine hierarchisch geordnete Menge semantischer Merkmale (Merkmalsbündel) aufgefasst wird;
2. mehrerer Lexeme, deren semantische Relationen untersucht werden.[7] Die Merkmalsanalyse dient dabei unter anderem der Aufdeckung und Vermeidung begrifflicher Mehrdeutigkeiten (Disambiguierung).

## Zum Status der semantischen Merkmale
Der Streit um den ontologischen Status semantischer Merkmale ist letztlich ein Universalienstreit.
Dieser Streit hat seine Parallele in dem Streit darum, ob und inwieweit eine Bindung an eine nur einzelsprachliche Lexik besteht oder semantische Merkmale „in onomasiologischer Perspektive als außereinzelsprachliche Elemente eines Begriffssystems, als interlinguale Noeme, oder begriffliche Komponenten interkulturell vergleichbarer Klassifikationen“ anzusehen sind.
Im letzten Fall wird – unter anderem – eine so genannte Universalismusthese vertreten, die (in ihrer extremen Form) wie folgt zusammengefasst wird. Es soll gelten:
„a) dass es eine festgelegte Menge semantischer Merkmale gibt, die in allen Sprachen lexikalisiert sind;
b) dass die formalen Kombinationsprinzipien aufgrund derer aus Merkmalen Bedeutungen konstituiert werden, universal sind;
c) dass alle lexikalischen Einheiten aller Sprachen restlos in derartige Merkmale auflösbar sind.“

## Kritik
Die Kritik der Theorie der semantischen Merkmale richtet sich gegen eine (für sie nicht zwingende) Vorstellung, dass semantische Merkmale „statisch, kontext- und variationsfrei“ sind. Bei Beachtung dieser Kritik gilt die Theorie der semantischen Merkmale jedoch als für die Semantik „unverzichtbar“.

## Merkmale in der Wissenschaftstheorie
Merkmale werden in der Wissenschaftstheorie in wesentliche bzw. unwesentliche Merkmale eingeteilt, wobei der Einteilungsgrund in der Regel außerlogischer Natur, d. h. durch spezielle Begriffsanalysen gerechtfertigt ist. Ein wesentliches Merkmal nennt man mitunter auch ein notwendiges Merkmal, ein unwesentliches Merkmal dann ein akzidentielles oder zufälliges. Ein Merkmal heißt kennzeichnend oder charakteristisch, wenn es seinen Begriff notwendig bestimmt (z. B. „Nässe“ für „Wasser“).
Ein unterscheidendes Merkmal (Differentia specifica) grenzt einen Begriff gegen andere ab (siehe auch: Definition).
Gegenstände fallen unter einen Begriff, indem sie dessen Merkmale zu Eigenschaft haben.